# Alon Harazi
Alon Harazi (in ebraico 'אלון חרזי'‎?; Ramat Gan, 13 febbraio 1971) è un ex calciatore israeliano, di ruolo difensore.

## Biografia
Alon Harazi (in ebraico: אלון חרזי) è nato il 13 febbraio 1971 a Ramat Gan, Israele. Ha iniziato la sua carriera calcistica come attaccante nelle giovanili dell'Hakoah Ramat Gan, ma è stato successivamente trasformato in difensore dopo il suo trasferimento al Maccabi Haifa nel 1990. 

## Carriera

### Club
Harazi ha iniziato la sua carriera professionistica nell'Hakoah Ramat Gan nella stagione 1989-1990. Nel 1990 si è trasferito al Maccabi Haifa, dove ha giocato fino al 1997, totalizzando 209 presenze e segnando 14 gol. Nella stagione 1997-1998 ha militato nel Beitar Gerusalemme, collezionando 29 presenze e 5 reti, contribuendo alla vittoria del campionato. Nel 1998 è tornato al Maccabi Haifa, dove ha giocato fino al 2009, aggiungendo 286 presenze e 15 gol al suo record.  Durante la sua carriera, ha vinto un totale di nove campionati israeliani, otto con il Maccabi Haifa e uno con il Beitar Gerusalemme, oltre a tre Coppe di Stato. 

### Nazionale
Harazi ha rappresentato la nazionale israeliana dal 1992 al 2006, ottenendo 89 presenze e segnando 2 gol. 

## Caratteristiche tecniche
Difensore versatile, Harazi era noto per la sua velocità, il colpo di testa efficace e un'eccellente comprensione del gioco.